# Banu Sıvacı
Banu Sıvacı és una guionista i directora de cinema turca. La seva obra més famosa Güvercin fou estrenada en el marc del 68è Festival Internacional de Cinema de Berlín. També fou la gran triomfadora de la XXXIII edició de la Mostra de València, ja que va guanyar la Palmera d'Or a la millor pel·lícula, i els premis al millor actor, al millor guió, a la millor fotografia i a la millor banda sonora.

## Premis i nominacions
| Premi / Festival                            | Data               | Categoria                              | Candidat    | Resultat  | Ref.  |
| ------------------------------------------- | ------------------ | -------------------------------------- | ----------- | --------- | ----- |
| Festival Internacional de Cinema d'Istanbul | 17 d'abril de 2018 | Seyfi Teoman Millor primera pel·lícula | Güvercin    | Guanyador | [ 3 ] |
| Festival Internacional de Cinema d'Istanbul | 17 d'abril de 2018 | Concurs nacional                       | Güvercin    | Nominat   | [ 3 ] |
| Festival Internacional de Cinema d'Ankara   | 29 d'abril de 2018 | Millor pel·lícula                      | Güvercin    | Guanyador | [ 4 ] |
| Festival Internacional de Cinema de Sofia   | 18 de març de 2018 | Millor director                        | Banu Sıvacı | Guanyador | [ 5 ] |